# Cratere Schickard
Schickard è il nome di un cratere lunare, intitolato allo scienziato tedesco Wilhelm Schickard, situato nella parte sud-occidentale e vicino al bordo dell'emisfero lunare. Di conseguenza il cratere appare oblungo a causa del punto di vista angolato. Vicino al suo bordo settentrionale si trova il cratere Lehmann, ed a nord-est il più piccolo cratere Drebbel. A sud-est di Schickard si trova Wargentin, un altopiano di origine lavica.

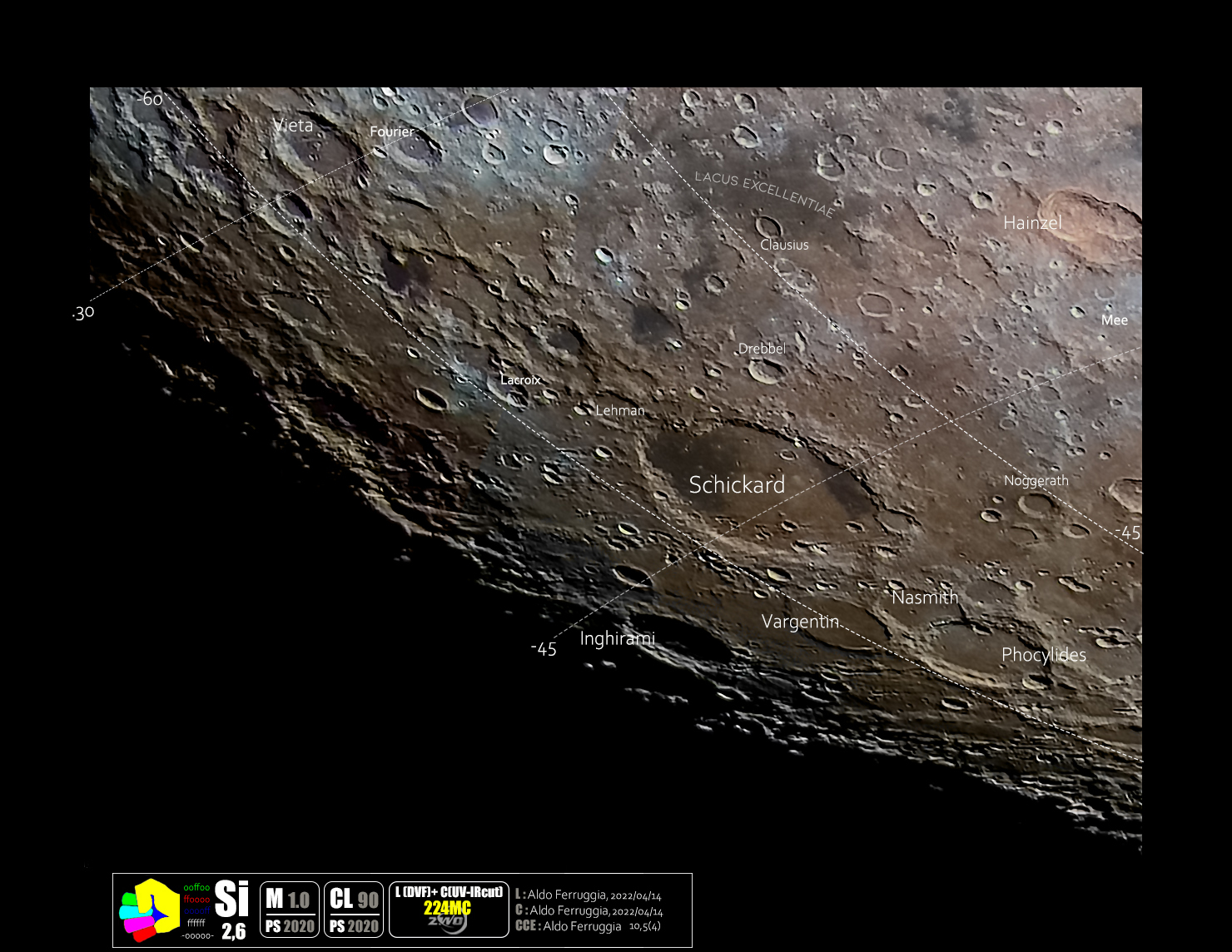
Immagine Selenocromatica(Si) del cratere

Il bordo esterno di Schickard è consumato in diverse zone da piccoli crateri da impatto. Il più importante di questi, sul bordo sud-orientale, è l'irregolare Schickard E.
Il pianoro interno è stato parzialmente inondato dalla lava, lasciando solo la parte sud-ovest scoperta e frastagliata.
Nel pianoro di Schickard si nota una banda triangolare di materiale con un basso valore di albedo, mentre ci sono zone relativamente più scure a nord ed a sud-est. Questa caratteristica è più evidente quando il Sole forma un angolo relativamente alto con la superficie. Nel pianoro, in particolare nella zona sud-orientale, vi sono vari crateri da impatto più piccoli.

## Crateri correlati

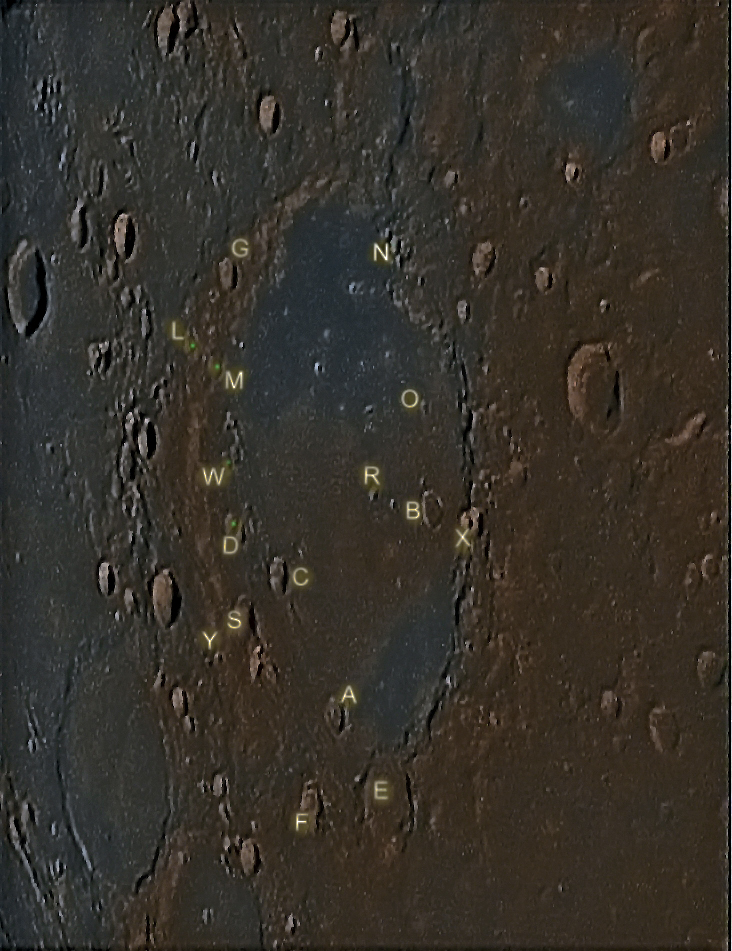
Il cratere Schickard ed i suoi crateri minori con mineral postprocessing

Alcuni crateri minori situati in prossimità di Schickard sono convenzionalmente identificati, sulle mappe lunari, attraverso una lettera associata al nome.
| Schickard | Latitudine | Longitudine | Diametro |
| --------- | ---------- | ----------- | -------- |
| A         | 46,9° S    | 53,6° W     | 14 km    |
| B         | 43,6° S    | 51,9° W     | 13 km    |
| C         | 45,8° S    | 55,8° W     | 13 km    |
| D         | 45,7° S    | 57,4° W     | 9 km     |
| E         | 47,2° S    | 51,6° W     | 32 km    |
| F         | 48,1° S    | 53,6° W     | 17 km    |
| G         | 43,0° S    | 58,9° W     | 12 km    |
| H         | 43,5° S    | 62,2° W     | 16 km    |
| J         | 45,0° S    | 62,1° W     | 11 km    |
| K         | 43,9° S    | 63,8° W     | 16 km    |
| L         | 44,1° S    | 59,6° W     | 7 km     |
| M         | 44,2° S    | 58,9° W     | 7 km     |
| N         | 41,3° S    | 54,6° W     | 6 km     |
| P         | 42,9° S    | 48,3° W     | 92 km    |
| Q         | 42,7° S    | 52,9° W     | 5 km     |
| R         | 44,1° S    | 53,6° W     | 5 km     |
| S         | 46,6° S    | 56,7° W     | 15 km    |
| T         | 44,8° S    | 50,2° W     | 4 km     |
| W         | 45,0° S    | 57,8° W     | 7 km     |
| X         | 43,6° S    | 51,1° W     | 8 km     |
| Y         | 47,3° S    | 57,2° W     | 5 km     |